# Ramla
Ramla (héberül: רַמְלָה, arabul: الرملة, ar-Ramlah, neve az arab raml, homok szóból származik) város Izraelben, az ország központi körzetében. A település a középkor folyamán központi fontosságú volt stratégiai és gazdasági szempontból, ezt a befolyását az első keresztes hadjáratot követően vesztette el. Ramlának az izraeli függetlenség elnyerése előtt arab többsége volt, akiket azonban 1948-at követően jórészt elűztek, ezt követően a település az arab országokból elmenekült zsidó telepesekkel települt újjá. 2019-ben a város lakosságának 76%-a zsidó, 24%-a arab volt.

## Fekvése
Ramla az ország központi térségében helyezkedik el, Jeruzsálemtől 45 km-re nyugatra, Tel-Avivtól 23 km-re délkeletre, Lod városával gyakorlatilag össze épülve.

## Története

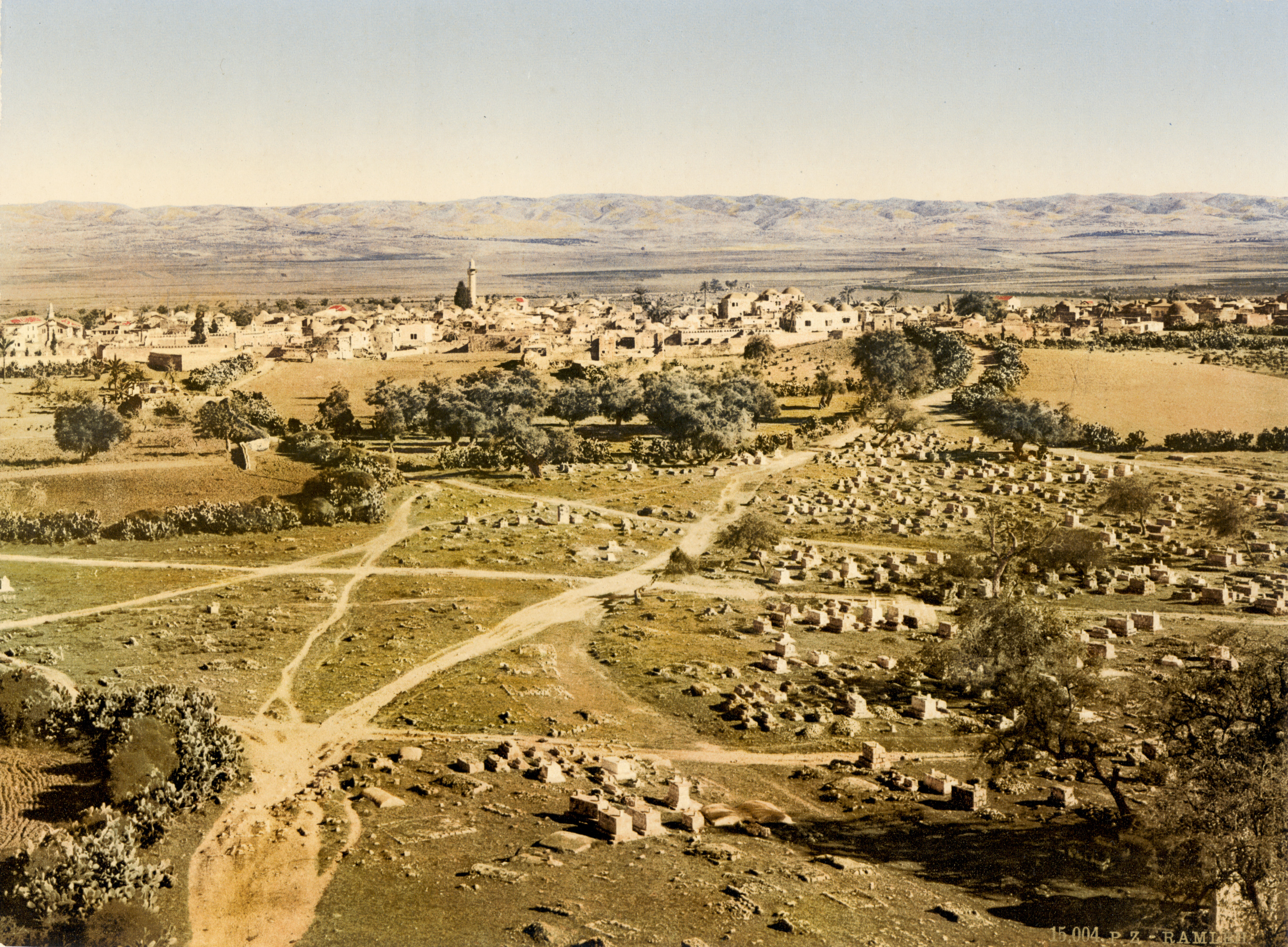
Ramla látképe 1895-ben, még oszmán uralom alatt.

Ramlát Szulejmán omajjád kalifa alapította még hercegként és Palesztina emírjeként, ide helyezve székhelyét Lyddából. A város alapítására ennek megfelelően 705-715 között került sor. Ramla Palesztina közigazgatási központja maradt egészen a 11. század végéig, ekkor vette át helyét Jeruzsálem. A várost 1033-ban földrengés pusztította el, újjáépítését követően nem sokkal, 1099-ben a keresztes csapatok kezére került, akik harc nélkül szállták meg. Ramla az elkövetkező másfél évszázadban a Jeruzsálemi Királyság része és a róla elnevezett uradalom központja volt. A keresztesek – valószínűleg tévesen – a bibliai Arimateával azonosították és így nevezték. 1163-ban Tudelai Benjámin hispániai zsidó utazó látogatta meg, aki virágzó zsidó kulturális életről számolt be.
Ramla 1247-ben került az ajjúbidák uralma alá. A település a 16. század elején került az Oszmán Birodalom fennhatósága alá, egy 1548-as összeírás szerint ekkor a várost 528 muszlim és 82 keresztény család lakta. 1799. március 2-án rövid időre Bonaparte Napóleon francia csapatai foglalták el.
1838-ban Edward Robinson amerikai utazó kereste fel a várost, aki szerint ekkor hozzávetőlegesen 3000 lakosa volt, akik túlnyomórészt növénytermesztésből, kiváltképp olívasajtolásból éltek. A város lakossága nagyobbrészt muszlim volt, akik kőből épült házakban laktak. Egy 1863-as feljegyzés szerint a városban élt egy kisebb római katolikus közösség, amely 50 főt tett ki, nekik két papjuk volt. 1869-ben a városnak 3460 lakosa volt, melyből vallási megoszlás szerint 3000-en az iszlám szunnita ágának követői, 400-an görögkeletiek és 60-an római katolikusok voltak. A városnak ekkor egyáltalán nem volt zsidó lakossága, 1889-ben telepedett le 31 zsidó család Ramlában.
Az első világháborút követően Ramla a Palesztin brit mandátumterület része lett. Az új hatóságok által tartott első, 1922-es népszámláláson a városnak 7312 lakosa volt. Ebből 5837 muszlim, 1440 keresztény és 35 zsidó. A keresztény lakosság 85%-a a görögkeleti rítust követte, de 150 fős római katolikus közösség is élt a városban. Az 1920-as évek végén vezették be az elektromos közvilágítást a városban. Az izraeli függetlenség előestéjén, 1946-ban a városnak 15 160 lakosa volt, melynek 78%-a muszlim, 22%-a keresztény volt.
1947. február 3-án az Irgun cionista terrorszervezet robbantásos merényletet hajtott végre a város piacán, melynek 7 halálos áldozata volt és 45 sebesültje. A formálódóban lévő izraeli hadsereg 1948. július 12-én foglalta el Ramlát és a környező településeket. Ezt követően az arab lakosság jórészét erőszakkal kitelepítették. A városban csak mintegy 1000 arab lakos maradt hátra. 1949 februárjától megkezdődött az arab országokból elmenekült zsidó lakosság betelepítése.

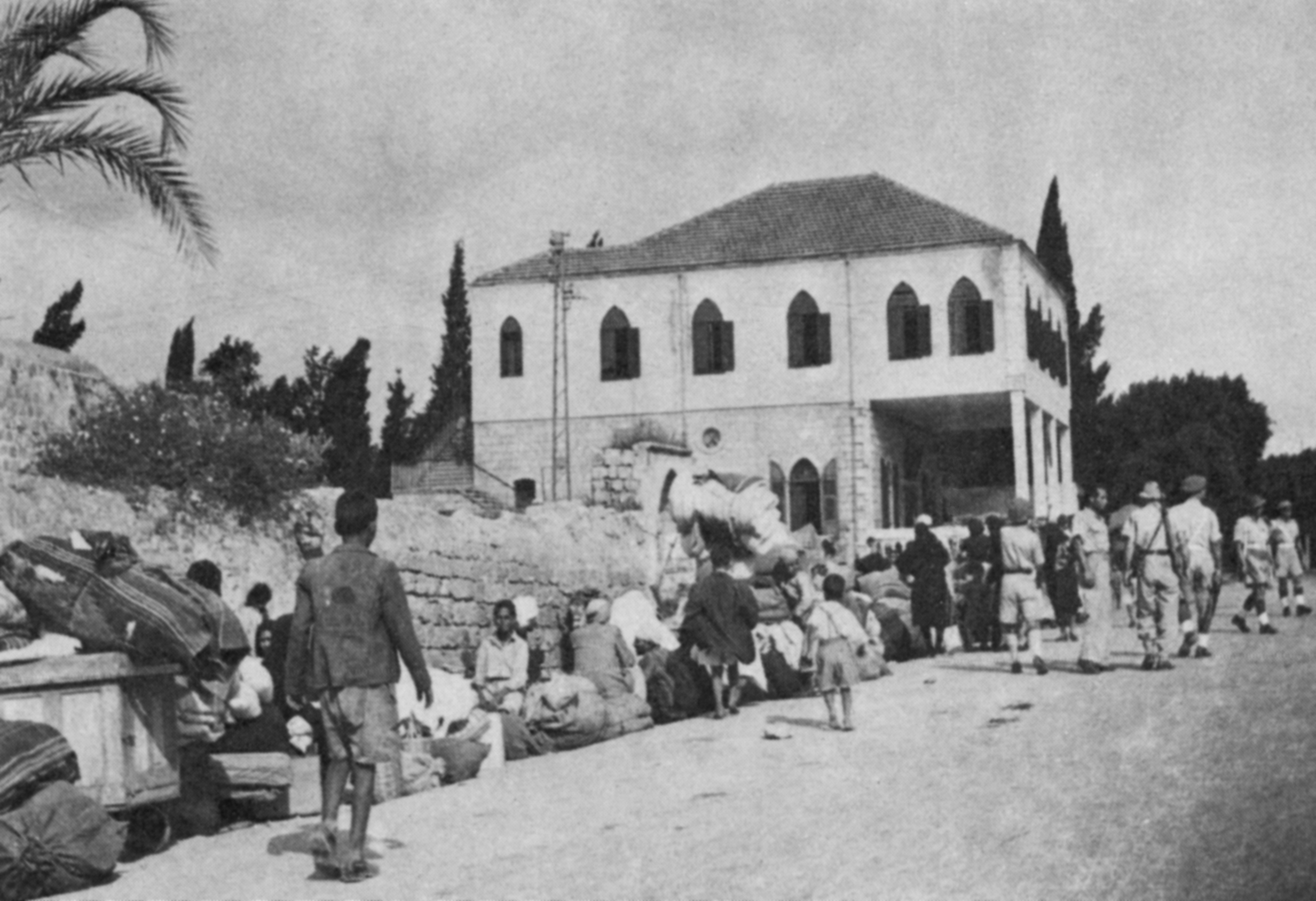
Kitelepítésre váró arab lakosok 1948 júliusában.

2015-ben Ramlában volt a legnagyobb a bűnözési ráta Izrael városai közül. A város területén jelenleg öt börtön működik. 1962-ben az egyik itteni börtönben akasztották fel a halálra ítélt Adolf Eichmannt.

## Lakossága
2014-ben a várost 72 293 fő lakta. Etnikai összetétel szerint 80% zsidó, 20% arab (ebből 16% muszlim és 4% keresztény). Ramla a karaita judaizmus izraeli központja.